# Blake (Kurzfilm)
Blake ist ein kanadischer Kurzfilm von Bill Mason aus dem Jahr 1969.

## Handlung
Der Film folgt dem Animator Blake James, den Kollegen als Naturmenschen bezeichnen. Blake hält sich ungern in der Stadt auf, in die er hauptsächlich zum Arbeiten kommt. Frei nach der Devise „Was man nicht ausgibt, muss man nicht verdienen“ fährt er ein altes, heruntergekommenes Auto. Er lebt in einer Hütte im Wald und Kollegen berichten, dass sie dies erst für eine exzentrische Masche hielten, die den Frauen imponieren sollte, mit der Zeit jedoch merkten, dass Blake tatsächlich so leben wollte. Kollegen wünschen sich manchmal, einen so starken Freiheitsdrang wie Blake zu haben und so frei leben zu können wie er.
Blake besitzt ein Kleinflugzeug, mit dem er oft tagelang unterwegs ist. Er fliegt das Flugzeug ohne Not-Fallschirm. Während des Fluges singt er oder spielt Mundharmonika. Als ihm einmal der Sprit ausgeht, fliegt er kurzerhand den nächsten großen Flughafen an, wo man sein Ankommen und auch seinen Abflug mit Humor nimmt. Da das Flugzeug kein Licht hat, kann es nicht bei Nacht fliegen. Als Blake einmal wegen Nebel abends die Orientierung verliert, landet er auf einer Wiese und legt sich für die Nacht unter seinem Flugzeug schlafen. Am nächsten Morgen wird er von der Ankunft eines Jungen geweckt, dem er das Flugzeug zeigt. Kollegen berichten von Blakes Privatleben, dass er nie verheiratet war und sich eine Freundin von ihm trennte, weil sie es nicht fertigbrachte, den sehr eigenen Blake ihren Eltern vorzustellen. Blake macht sich unterdessen startbereit und fliegt schließlich weiter.

## Produktion
Die Dreharbeiten von Blake zogen sich über ein Jahr hin, wobei Bill Mason die Flugszenen von einem separaten Flugzeug aus drehte. Die Szenen auf dem Flughafen spielten sich auf dem Aéroport international de Montréal-Dorval in Montreal ab. Der Film enthält keine Dialoge, sondern Kommentare von Kollegen, die zu den Dokumentaraufnahmen eingespielt werden. Produzent des Films war das National Film Board of Canada.
Blake wurde erstmals 1969 veröffentlicht und lief 1970 zudem im Kino als Vorfilm zu M*A*S*H.

## Auszeichnungen
Blake wurde 1970 für einen Oscar in der Kategorie Bester Kurzfilm nominiert. Auf dem Melbourne International Film Festival gewann der Film 1971 den Grand Prix und wurde ebenfalls 1971 für eine BAFTA als Bester Kurzfilm nominiert.